# FastCGI
FastCGI je protokol pro interaktivní komunikaci aplikací s webovým serverem. FastCGI představuje vylepšení staršího protokolu CGI (Common Gateway Interface). Hlavním cílem FastCGI je omezit zátěž a režii spojenou s komunikací mezi webovým serverem a CGI aplikací a umožnit tak ve stejném čase zpracovat více webových požadavků.